# Glaspalast (München)

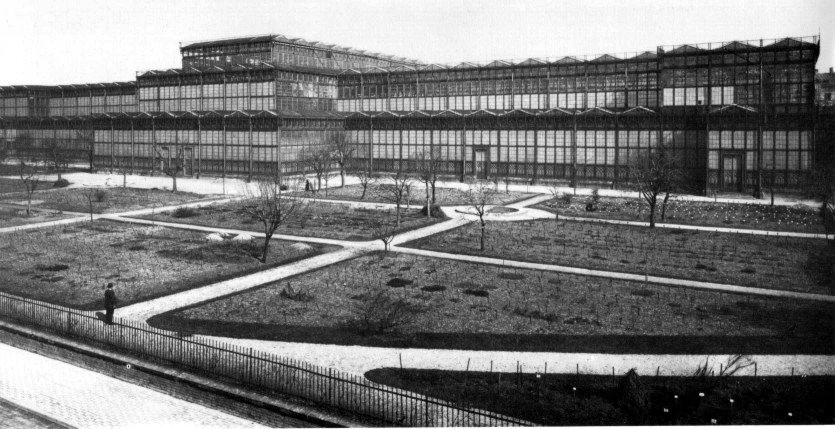
Der Münchner Glaspalast

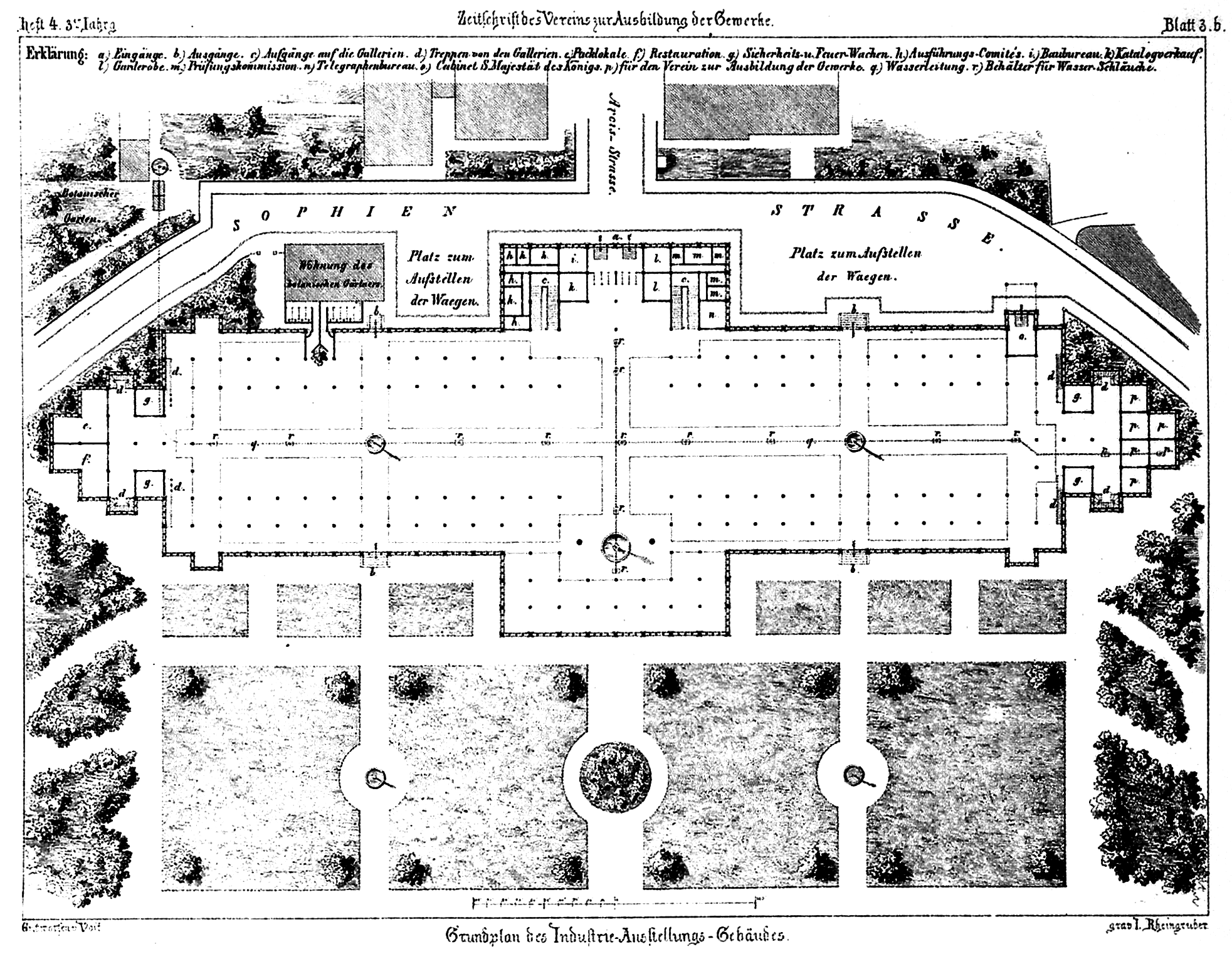
Grundriss 1854

Der Glaspalast war ein 1854 erbautes Ausstellungsgebäude auf dem Gelände des Alten Botanischen Gartens in der Münchner Innenstadt, das 1931 abbrannte.

## Planung
Nach anderen europäischen Metropolen bestimmte König Maximilian II. von Bayern 1853, in München die Erste Allgemeine Deutsche Industrieausstellung abzuhalten.
Ursprünglich war geplant, das Gebäude am Maximiliansplatz zu errichten. Die Entscheidung der zuständigen Kommission fiel jedoch auf ein Areal in der Nähe des Bahnhofs. Nach Plänen des Architekten August von Voit wurde das Gebäude 1854 im Norden des Alten Botanischen Gartens nahe dem Stachus errichtet.

## Gebäude

Bausituation mit Glaspalast und Justizpalast

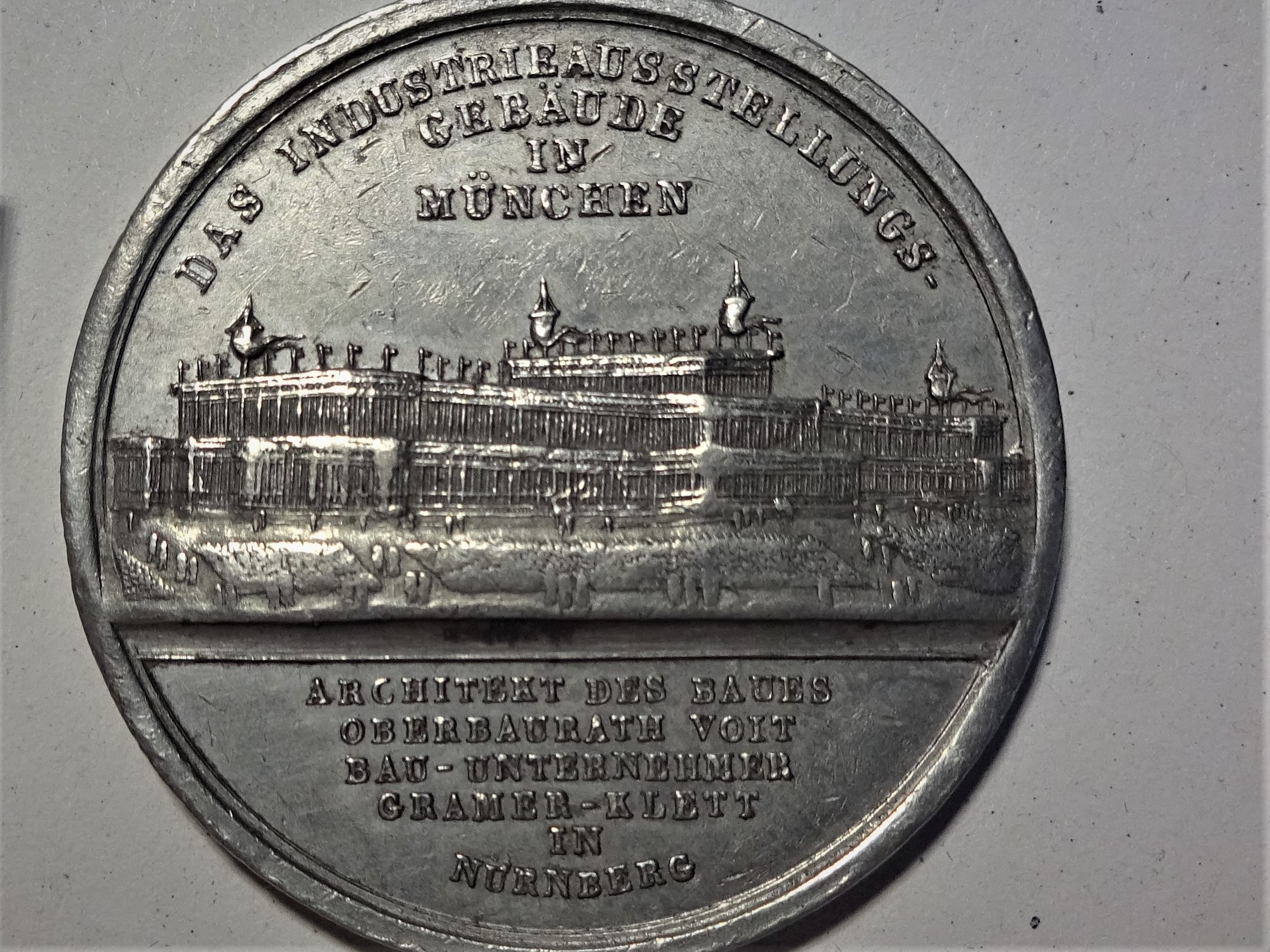
Glaspalast von München auf Medaille von 1854

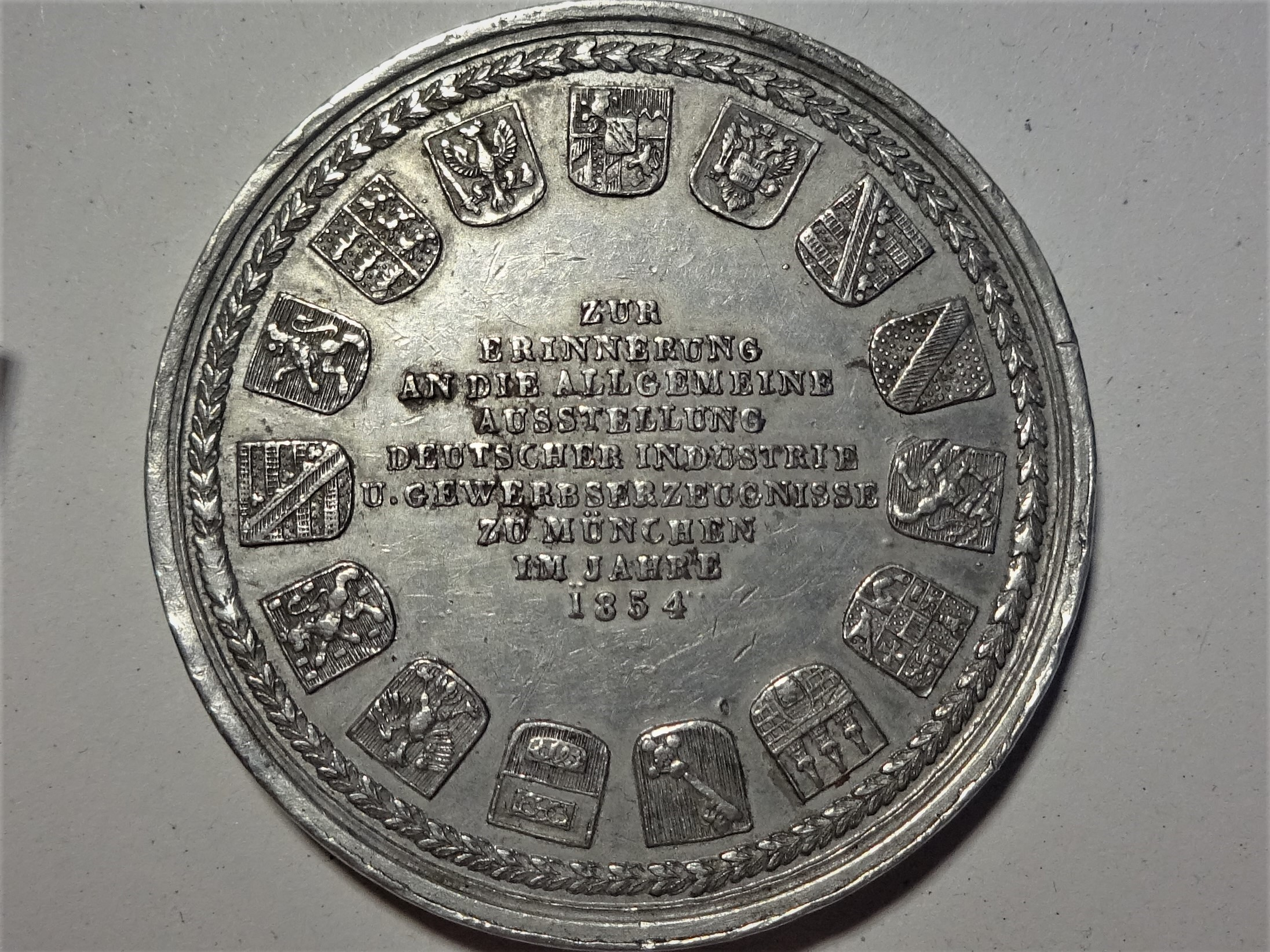
Rückseite der Medaille von 1854

Bereits beim Bau der 1853 fertiggestellten Schrannenhalle und des 1854 für König Maximilian II. von Franz Jakob Kreuter zwischen Königsbau und Nationaltheater geplanten Wintergartens der Münchner Residenz (dessen Bauausführung von August Voit geleitet worden war; nicht erhalten) sind Glas-Gusseisen-Konstruktionen eingesetzt worden, so dass schon Erfahrungen mit diesem modernen Gebäudetyp vorlagen.
Die ersten Entwürfe für den Bau waren noch – ähnlich dem Londoner Vorbild – relativ komplex. Aufgrund der knappen Bauzeit wurde das Konzept durch Voit stark vereinfacht und weitgehend standardisierte Bauelemente eingesetzt. Eine herkömmliche Bauweise war ohnehin nicht möglich, da eine derart große Baumaterialmenge in der gegebenen Zeit nicht zu beschaffen und zu verbauen war.
Der langgestreckt rechteckige Glaspalast, in Form einer fünfschiffigen und im Hauptbau zweigeschossigen Halle mit Querschiff in der Mitte und rechteckigen Anbauten an den Enden des Längsschiffes, hatte eine Länge von 234 Meter und war 67 Meter breit; die Höhe betrug 25 Meter.
Der Baukörper war gänzlich aus Glas und Gusseisen erbaut, auf tragendes Mauerwerk konnte völlig verzichtet werden. Die 1700 Tonnen vorgefertigter Eisenteile wurden von Cramer-Klett aus Nürnberg gefertigt. Das Unternehmen Cramer-Klett war zu dieser Zeit in Süddeutschland führend auf dem Gebiet Eisenkonstruktionen, die Firma hatte unter anderem zuvor schon die Großhesseloher Brücke in München und auch den Wintergarten Maximilians II. in dieser Bauweise erstellt. Das Glas wurde unter anderem in der noch traditionell arbeitenden Glashütte Schmidsfelden hergestellt.
Baubeginn war am 31. Dezember 1853, und nach genau zwei Monaten war das Fundament fertiggestellt. Drei Monate später war die Gusseisenkonstruktion errichtet und bereits am 7. Juni 1854 wurde mit der Montage der 37.000 Glastafeln begonnen. Die gesamte Bauzeit betrug so lediglich sechs Monate, die Kosten beliefen sich auf 800.000 Gulden.

## Nutzung

### Industrieausstellung

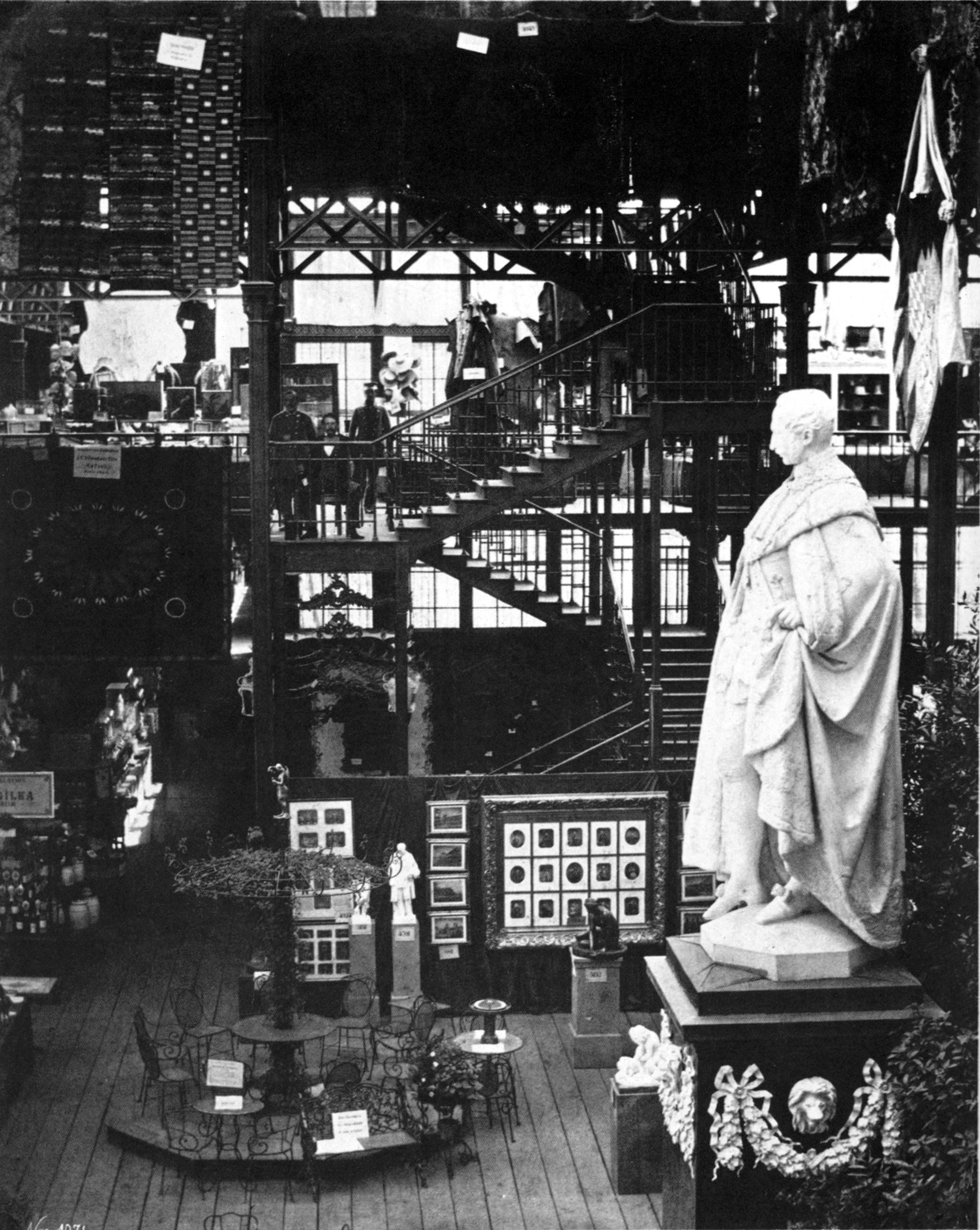
Glaspalast mit Deutscher Industrieausstellung, 1854

Nur drei Jahre nach der Fertigstellung des Crystal Palace in London, der als Vorbild diente, wurde am 15. Juli 1854 die Erste Allgemeine Deutsche Industrieausstellung im neu errichteten Glaspalast eröffnet. Überschattet wurde die Eröffnung, als zunächst die Bediensteten, später auch die Ausstellungsgäste an Cholera erkrankten.

### Elektrifizierung
1882 fand die erste elektrisch beleuchtete Internationale Elektrizitätsausstellung im Glaspalast statt.
Oskar von Miller hatte eine Gleichspannungs-Freileitung von Miesbach nach München errichten lassen. Mit einer elektrischen Pumpe für einen künstlichen Wasserfall demonstrierte Miller hier die Möglichkeit, elektrische Energie über große Entfernungen zu übertragen.

### Veranstaltungsort der Kunstausstellungen

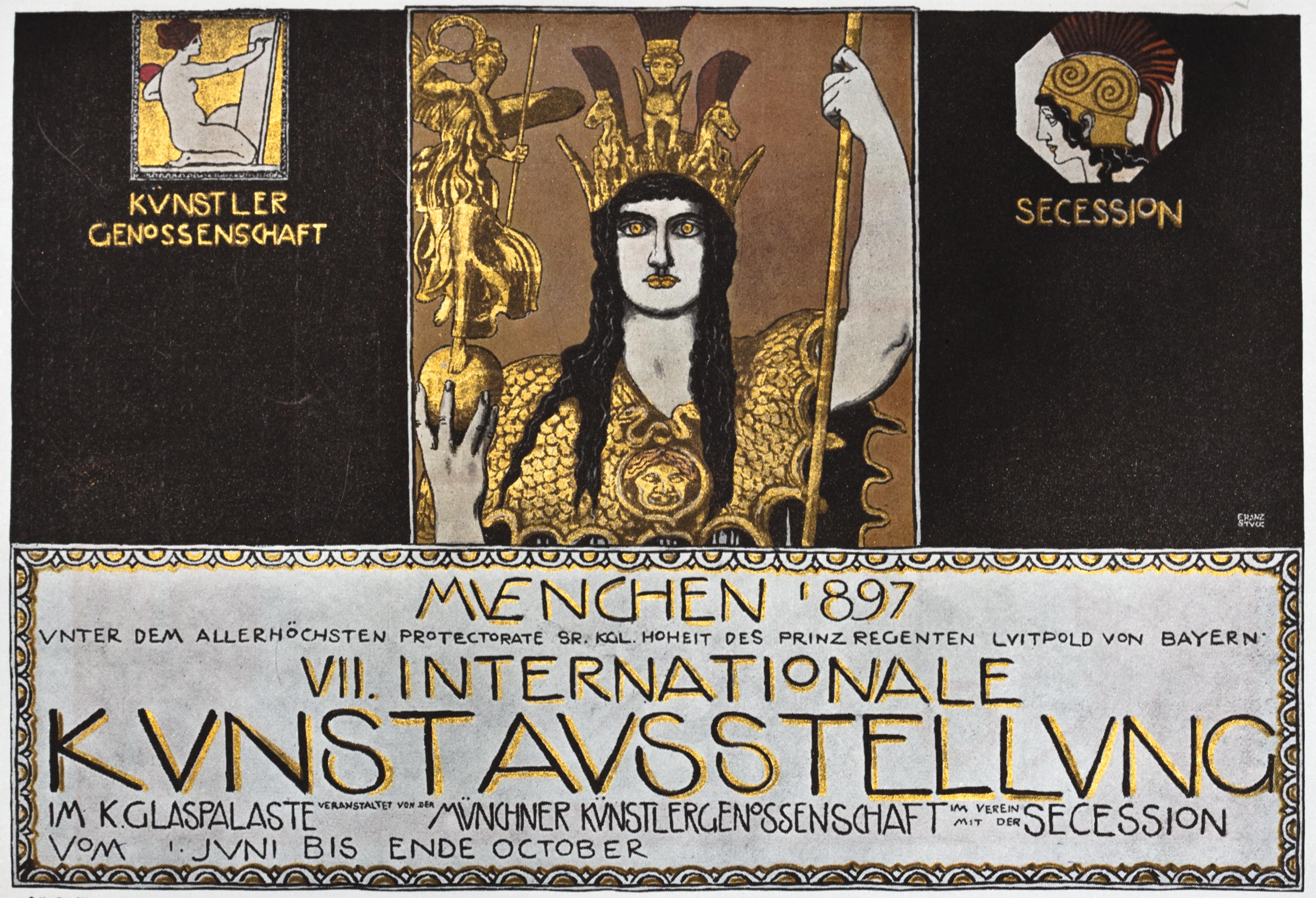
Plakat für die VII. Internationale Kunstausstellung München, von Franz von Stuck 1897

Im Glaspalast wurde 1858 die „Erste deutsche allgemeine und historische Kunstausstellung“ veranstaltet, es folgte 1869 die „I. Internationale Kunstausstellung“, 1879 die II. „Internationale Kunstausstellung“, 1883 die „III. Internationale Kunstausstellung“.
Ab 1889 wurde der Glaspalast fast ausschließlich für Kunstausstellungen genutzt. Diese entwickelten sich gleichermaßen zum Forum als auch zum Ort des internationalen Kunsthandels.
In den 1880er Jahren erfüllte der Glaspalast nicht nur seine wichtigen Funktionen im künstlerischen, gesellschaftlichen und wirtschaftlichen Leben der Stadt München, sondern begründete vor allem den Ruf Münchens als „Stadt der Kunst und Kultur“ und ermöglichte der Landeshauptstadt somit den Ruf eines Ausstellungs- und Messestandortes sowie einer Kongressstadt.

### Weitere Nutzung
Während der Planung wurde davon ausgegangen, die Halle nach der Industrieausstellung in ein Gewächshaus umzubauen. In den folgenden Jahren wurde der Glaspalast aber überwiegend für internationale Kunstausstellungen genutzt. Außerdem war er Veranstaltungsort für Künstlerfeste.

## Der Brand

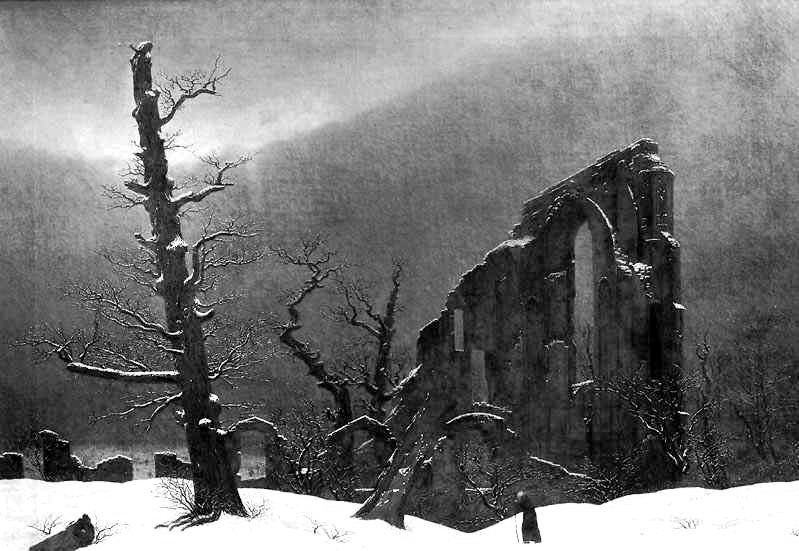
Der Winter (Mönch im Schnee), verbranntes Gemälde von Caspar David Friedrich

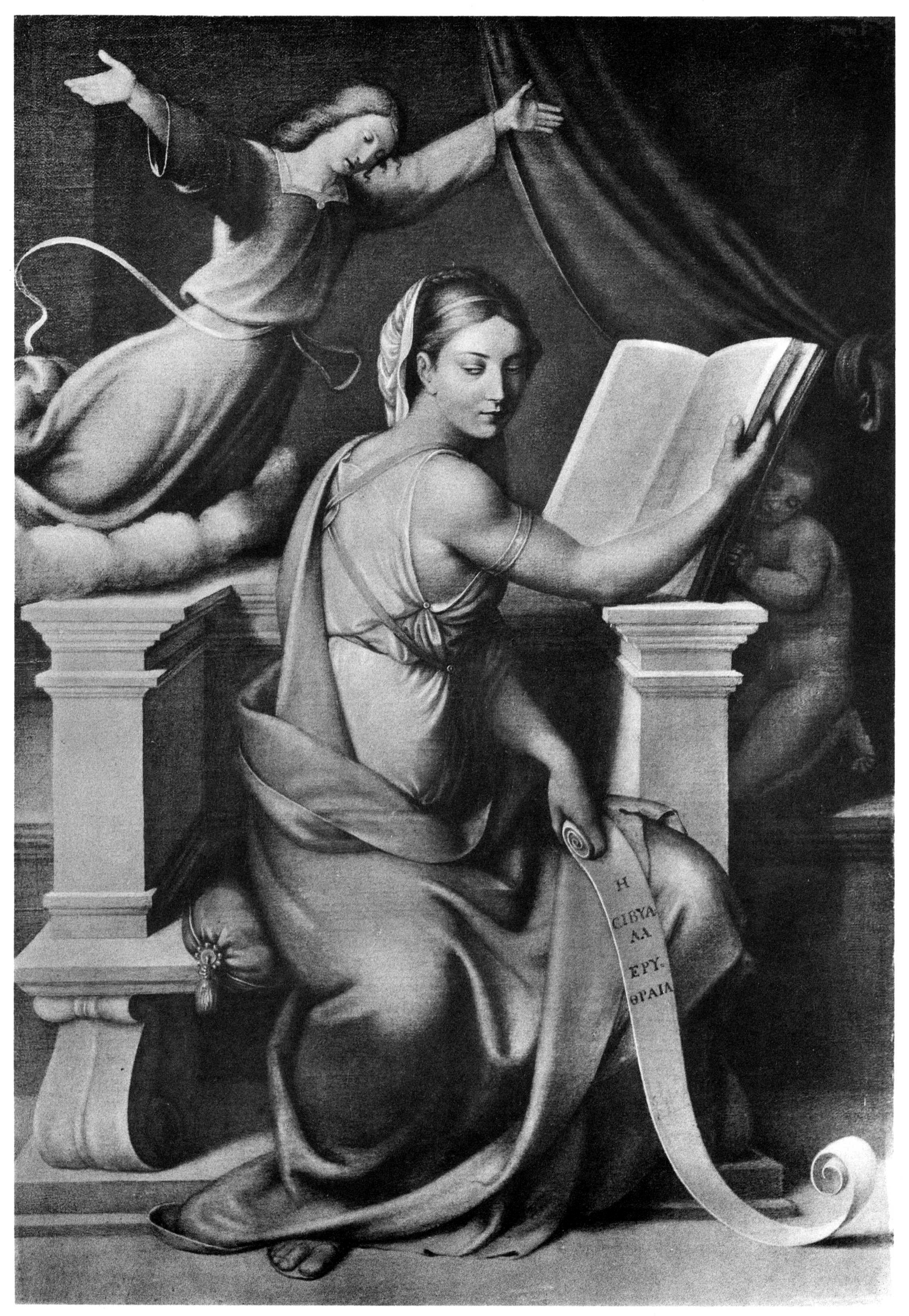
Verbranntes Gemälde von Friedrich Overbeck

Am 6. Juni 1931 brannte der Münchner Glaspalast vollständig ab, wie fünf Jahre später sein Londoner Vorbild. Der Alarm wurde um 3.30 Uhr ausgelöst. Am Morgen waren von dem Gebäude nur noch rauchende Trümmer, geschmolzenes Glas und verbogene Stahlträger übrig. Als Ursache wurde zunächst Selbstentzündung von ölgetränkter Putzwolle vermutet, später wurde jedoch nach einem Gutachten Brandstiftung als Ursache ermittelt.
Bei dem Feuer wurden über 3000 Kunstwerke unwiederbringlich zerstört, darunter die komplette, 110 Gemälde umfassende, Sonderausstellung „Werke deutscher Romantiker von Caspar David Friedrich bis Moritz von Schwind“.
Weitere 1000 Werke damaliger zeitgenössischer Künstler waren schwer beschädigt worden und nur 80 Kunstgegenstände konnten unversehrt geborgen werden.
Das Neue Wiener Tagblatt berichtete am darauffolgenden Tag, dem 7. Juni 1931 in einem Telegramm: Der Brand des Münchener Glaspalastes, S. 4:

„Der Brand des Glaspalastes stellt eine der größten Katastrophen dar, die Europas Kunstwerke vernichtet hat. In Deutschland sind seit dem Dreißigjährigen Krieg nicht mehr auf einmal so viele Kunstwerke vernichtet worden wie durch diesen Brand. Von den 2820 ausgestellten Werken der Malerei, Graphik und Plastik sind nur 80 gerettet worden. Der Schaden wird auf 25 bis 30 Millionen Mark geschätzt. […] Eine besondere Tragikomik bildet der Umstand, daß in einem benachbarten Lagerschuppen die von der Jury abgelehnten Bilder von den Künstlern lagerten, die von dem Feuer nicht berührt wurden. Über die Ursache des Brandes werden nur Vermutungen bekannt. Vorläufig kursiert das Gerücht von einem Racheakt künstlerisch Mißvergnügter, der aber durch nichts bestätigt werden kann. Die letzten Ermittlungen haben die Möglichkeit ergeben, daß der Brand in der Tischlerei ausgebrochen sein kann, wo am Tage zuvor noch gearbeitet wurde. 20 Feuerwehrleute wurden bei den Bergungsarbeiten verletzt. Generaldirektor Zimmermann, der sich unter Einsatz seines Lebens bemühte, Kostbarkeiten aus den 75 vollständig ausgebrannten Sälen zu retten, mußte zunächst mit Gewalt von der Polizei zurückgehalten werden. In der am Nachmittag beendeten Besprechung im Kultusministerium wurde beschlossen, sofort durch einen öffentlichen Aufruf an das ganze deutsche Volk eine Hilfsaktion anläßlich des nationalen Unglücks einzuleiten […]“

## Sonstiges
Nach dem Brand sollte der Glaspalast an gleicher Stelle wiedererrichtet werden. Diese Pläne wurden aber 1933 mit der Machtübernahme der Nationalsozialisten aufgegeben. Stattdessen wurde 1937 das Haus der Deutschen Kunst eröffnet. Der 1901 bereits zum Orleansplatz umgezogene und unzerstört gebliebene Glaspalast-Brunnen steht heute am Weißenburger Platz im Stadtteil Haidhausen.
1936 wurde der Alte Botanische Garten neu gestaltet und ein kleines Ausstellungsgebäude errichtet, das im Zweiten Weltkrieg zerstört wurde. Nach dem Krieg wurde der Ausstellungspavillon von Münchner Künstlern wiederaufgebaut und wird heute unter dem Namen Kunstpavillon München genutzt. An der Stelle des Glaspalastes steht heute das Parkcafé, ein als Restaurant und Bar genutztes Gebäude mit vorgelagertem Biergarten.